# Eugeniusz Wachnicki
Eugeniusz Wachnicki (ur. 5 lipca 1940 w Kłapówce (koło Kolbuszowej), zm. 6 listopada 2015 w Krakowie) – polski matematyk, doktor habilitowany w zakresie nauk matematycznych, inżynier elektryk, profesor Uniwersytetu Pedagogicznego, dziekan Wydziału Matematyczno-Fizyczno-Technicznego Akademii Pedagogicznej w Krakowie (w latach 1996-2002) oraz prorektor ds. dydaktycznych Akademii Pedagogicznej w Krakowie (w latach 2002-2008).

## Życiorys
Eugeniusz Wojciech Wachnicki urodził się w dniu 5 lipca 1940 roku w Kłapówce, koło Kolbuszowej w województwie podkarpackim.
Ukończył Technikum Rolnicze w Weryni i tam zdał maturę. W 1957 roku rozpoczął studia w ówczesnej Wyższej Szkole Pedagogicznej w Krakowie, którą ukończył w roku 1961 uzyskując tytuł magistra matematyki. Studia inżynierskie odbył w Akademii Górniczo-Hutniczej, gdzie w roku 1968 otrzymał tytuł inżyniera elektryka.  W 1972 roku obronił na Uniwersytecie Śląskim w Katowicach pracę doktorską, zatytułowaną O pewnych zagadnieniach brzegowych dla równania Δu(x,y) – c2 u(x,y)= f(x,y), przygotowaną pod kierunkiem profesora Feliksa Barańskiego. Habilitację w zakresie nauk matematycznych uzyskał w roku 1976 na Uniwersytecie im. Adama Mickiewicza w Poznaniu na podstawie rozprawy "On boundary value problems for some partial differential equations of higher order".
Pełnił funkcję dziekana Wydziału Matematyczno-Fizyczno-Technicznego Akademii Pedagogicznej (w latach 1996-2002) oraz prorektora ds. dydaktycznych tej uczelni (w latach 2002-2008).
Autor 46 artykułów naukowych i 4 podręczników akademickich. Był członkiem komitetu redakcyjnego czasopisma Polskiego Towarzystwa Matematycznego Didactica Mathematicae.
W latach 1993-1997 piastował funkcję prezesa, a w latach 1980-1983 i 1997-2001 wiceprezesa Oddziału Krakowskiego Polskiego Towarzystwa Matematycznego. Animator budowy pomnika Stefana Banacha w Krakowie przy ulicy Reymonta, który odsłonięto podczas jubileuszowego XV Zjazdu Matematyków Polskich w Krakowie (w dniach 30 sierpnia – 3 września 1999).
Odznaczony Złotym Krzyżem Zasługi (1982), Krzyżem Kawalerskim Orderu Odrodzenia Polski (1997), Krzyżem Oficerskim Orderu Odrodzenia Polski (2002), Medalem KEN (1999), Medalem Złotym za Długoletnią Służbę (2010). Trzykrotnie (1974, 1975, 1978) otrzymał Nagrody Naukowe Ministra.
Spoczywa na cmentarzu Białoprądnickim w Krakowie, przy ul. Piaszczystej.